# Kreisgericht Rosenberg
Das Kreisgericht Rosenberg war ein preußisches Kreisgericht in der damaligen preußischen Provinz Schlesien mit Sitz in Rosenberg O.S.

## Geschichte
1849 wurden in Preußen einheitlich Kreisgerichte geschaffen. Hierbei wurde die Patrimonialgerichtsbarkeit abgeschafft und die Patrimonialgerichte aufgehoben. Auch die staatlichen Gerichte, hier das Stadtgericht Rosenberg O.S. und das Stadtgericht Landsberg O.S. wurden aufgelöst. Es entstand nun das Königliche Kreisgericht Rosenberg. Es umfasste den Kreis Rosenberg O.S. Zuständiges Appellationsgericht war das Appellationsgericht Ratibor.
Eine Gerichtskommission, also Zweigstelle des Gerichtes mit weniger als drei Richtern, wurde in Landsberg eingerichtet. Gerichtstage wurden in Bodland gehalten.
Am Gericht waren 1870 ein Direktor und sieben Kreisrichter eingesetzt. Die Zahl der Gerichtseingesessenen betrug 46.592. Für Schwurgerichtssachen war das Kreisgericht Oppeln zuständig.
Im Rahmen der Reichsjustizgesetze wurde das Gerichtswesen in Deutschland 1879 vereinheitlicht. Damit wurde das Kreisgericht Rosenberg aufgehoben und das königlich preußische Amtsgericht Rosenberg O.S. mit Wirkung zum 1. Oktober 1879 als eines von 13 Amtsgerichten im Bezirk des Landgerichtes Oppeln als Nachfolger gebildet. Auch die Gerichtskommission wurde 1879 in ein Amtsgericht umgewandelt (Amtsgericht Landsberg O.S.).